# John Levén
John Gunnar Levén (nacido el 25 de octubre de 1963 en Estocolmo, Suecia)  es el bajista de la banda de hard rock sueca Europe. 
Levén y el vocalista Joey Tempest son los únicos miembros de la agrupación en participar en todos los álbumes de estudio hasta la fecha.

## Biografía
Cuando Levén tenía 7 años de edad, él y su familia se mudaron al suburbio de Estocolmo Upplands Väsby, lugar donde crecieron algunos de sus compañeros de banda. Él ingresó al grupo en 1981, al reemplazar al bajista original, Peter Olsson. 
En 1985, Levén le sugirió a Tempest que deberían escribir una canción basada en el uso de teclados y sintetizadores, basado en un riff que había compuesto entre 1981-82. Fue así como dieron con su monumental tema y posterior título de álbum “The Final Countdown”, número 8 en listas de Billboard, con el que se dieron a conocer a nivel mundial.
Después de que la banda se separó en 1992, el bajista grabó y se presentó de gira con otras bandas escandinavas como Brazen Abbot, Clockwise, Last Autumn's Dream. Informalmente, tocó con su compañero de Europe John Norum y el bajista miembro de Black Sabbath / Deep Purple, Glenn Hughes.
Europe se reunió de nuevo en 2003, y Levén co-exribió con Tempest el tema  "Always the Pretenders" del álbum de 2006 Secret Society (el séptimo del grupo, el cual recibió buenas críticas).  La canción fue número 2 en listados suecos.
También hizo lo mismo como la canción "The Beast" en el álbum de 2009  Last Look at Eden, de suceso mucho más discreto.
Levén está casado y tiene tres hijos, Daniel, Alex y Adrian.

## Discografía
- Europe - Europe (1983)
- Europe - Wings of Tomorrow (1984)
- Europe - The Final Countdown (1986)
- Europe - Out of This World (1988)
- Europe - Prisoners in Paradise (1991)
- Glenn Hughes - From Now On... (1994)
- Glenn Hughes - Burning Japan Live (1994)
- Thin Lizzy Tribute - The Lizzy Songs (1995)
- Johansson Brothers - Sonic Winter (1996)
- Brazen Abbot - Eye of the Storm (1996)
- Clockwise - Nostalgia (1996)
- Brazen Abbot - Bad Religion (1997)
- Clockwise - Naïve (1998)
- Southpaw - Southpaw (1998)
- Thore Skogman - Än Är Det Drag (1998)
- Nikolo Kotzev - Nikolo Kotzev's Nostradamus (2001)
- Brazen Abbot - Guilty as Sin (2003)
- Last Autumn's Dream - Last Autumn's Dream (2003)
- Europe - Start from the Dark (2004)
- Europe - Secret Society (2006)
- Europe - Almost Unplugged (2008)
- Europe - Last Look at Eden (2009)
- Europe - Bag of Bones (2012)
- Europe - War of Kings (2015)
- Europe - Walk the Earth (2017)

## Curiosidades
- Influencias musicales principales: Jimi Hendrix, Black Sabbath, Aerosmith, Van Halen, Led Zeppelin, Deep Purple.

- Primer disco comprado: Jim Hendrix "Cry of Love".

- Primer concierto al que asistió: Richie Blackmore's Rainbow en -76.

- Fue bajista de Malmsteen en los inicios de su carrera.

- Es el único integrante de Europe que no canta.